# Cabezón de Valderaduey
Cabezón de Valderaduey est une commune de la province de Valladolid dans la communauté autonome de Castille-et-León en Espagne.

## Sites et patrimoine
- Église paroissiale de la Asunción.